# Kobylaki-Konopki
Kobylaki-Konopki – wieś w Polsce położona w województwie mazowieckim, w powiecie przasnyskim, w gminie Jednorożec.
Wieś wchodzi w skład sołectwa Kobylaki-Czarzaste.
W latach 1975–1998 miejscowość administracyjnie należała do województwa ostrołęckiego.